# Rhabdospora inaequalis
Rhabdospora inaequalis är en lavart som först beskrevs av Sacc. & Roum., och fick sitt nu gällande namn av Pier Andrea Saccardo 1884. Rhabdospora inaequalis ingår i släktet Rhabdospora och familjen Mycosphaerellaceae.   Inga underarter finns listade i Catalogue of Life.